# Vergel el Naranjo
Vergel el Naranjo är en ort i Mexiko.   Den ligger i kommunen Siltepec och delstaten Chiapas, i den sydöstra delen av landet, 800 km sydost om huvudstaden Mexico City. Vergel el Naranjo ligger 1 352 meter över havet och antalet invånare är 112.
Terrängen runt Vergel el Naranjo är bergig söderut, men norrut är den kuperad. Vergel el Naranjo ligger nere i en dal. Runt Vergel el Naranjo är det ganska tätbefolkat, med 78 invånare per kvadratkilometer. Närmaste större samhälle är Villa Morelos, 3,5 km söder om Vergel el Naranjo. I omgivningarna runt Vergel el Naranjo växer i huvudsak städsegrön lövskog.